# منطق أكسيد شبه موصل من النوع الموجب

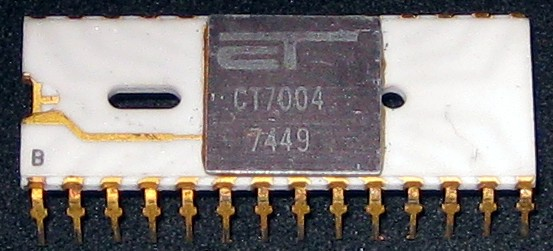
PMOS IC
1974

منطق أكسيد شبه موصل من النوع الموجب أو PMOS اختصارًا (من P-channel metal – oxide – semiconductor) عبارة عن عائلة من الدوائر الرقمية تعتمد على القناة p، وضع التعزيز الترانزستورات ذات التأثير الميداني لأكسيد أشباه الموصلات (MOSFET). في أواخر الستينيات وأوائل السبعينيات، كان منطق أكسيد شبه موصل من النوع الموجب هو تقنية أشباه الموصلات المهيمنة للدوائر المتكاملة واسعة النطاق قبل أن تحل محلها أجهزة منطق أكسيد شبه موصل من النوع السالب وأشباه الموصلات ذات الأكاسيد المعندية المتتامة.

## التاريخ والتطبيق
قام محمد عطا الله وداون كانج بتصنيع أول ترانزستور الأثر الحقلي للأكاسيد المعدنية لأشباه الموصلات عاملة في معامل بيل عام 1959. لقد صنعوا كلاً من أجهزة منطق أكسيد شبه موصل من النوع الموجب ومنطق أكسيد شبه موصل من النوع السالب ولكن أجهزة منطق أكسيد شبه موصل من النوع الموجب فقط كانت تعمل. قد يمر أكثر من عقد قبل أن تتم إدارة الملوثات في عملية التصنيع (خاصة الصوديوم) بشكل جيد بما يكفي لتصنيع أجهزة منطق أكسيد شبه موصل من النوع السالب عملية.
مقارنةً بالترانزستور ثنائي القطب، الجهاز الوحيد الآخر المتاح في ذلك الوقت للاستخدام في دائرة متكاملة، تقدم ترانزستور الأثر الحقلي للأكاسيد المعدنية لأشباه الموصلات عددًا من المزايا:
- بالنظر إلى عمليات تصنيع أجهزة أشباه الموصلات ذات الدقة المماثلة، تتطلب ترانزستور الأثر الحقلي للأكاسيد المعدنية لأشباه الموصلات 10٪ فقط من مساحة ترانزستور الوصل ثنائي القطب.:[3] 87 السبب الرئيسي هو أن ترانزستور الأثر الحقلي للأكاسيد المعدنية لأشباه الموصلات ذاتية العزل ولا تتطلب عزل تقاطع p-n عن المكونات المجاورة على الرقاقة.
- تتطلب ترانزستور الأثر الحقلي للأكاسيد المعدنية لأشباه الموصلات خطوات عملية أقل، وبالتالي فهي أبسط وأرخص في التصنيع (خطوة واحدة لنشر المنشطات:[3] 87 مقارنة بأربعة لعملية ثنائية القطب:[3] 50 ).
- نظرًا لعدم وجود تيار بوابة ثابت لـ ترانزستور الأثر الحقلي للأكاسيد المعدنية لأشباه الموصلات، يمكن أن يكون استهلاك الطاقة لدائرة متكاملة تعتمد على ترانزستور الأثر الحقلي للأكاسيد المعدنية لأشباه الموصلات أقل.

كانت العيوب المتعلقة بالدوائر المتكاملة ثنائية القطب هي:
- كانت سرعة التبديل أقل بكثير، بسبب سعات البوابة الكبيرة.
- أدى الجهد العتبة العالي للوحدات ترانزستور الأثر الحقلي للأكاسيد المعدنية لأشباه الموصلات المبكرة إلى ارتفاع أدنى جهد لإمداد الطاقة (-24 الخامس إلى -28 الخامس [4]).

قدمت شركة جينرال ميكرو إلكترونيكس أول دائرة منطق أكسيد شبه موصل من النوع الموجب تجارية في عام 1964، وهي عبارة عن سجل تحول 20 بت مع 120 ترانزستور الأثر الحقلي للأكاسيد المعدنية لأشباه الموصلات - في ذلك الوقت كان مستوى لا يُصدق من التكامل. أثبتت محاولة جينرال ميكرو إلكترونيكس في عام 1965 لتطوير مجموعة من 23 دائرة متكاملة مخصصة لآلة حاسبة إلكترونية لمقياس فيكتور كومبتومتر  أنها طموحة للغاية نظرًا لموثوقية دوائر منطق أكسيد شبه موصل من النوع الموجب في ذلك الوقت وأدت في النهاية إلى زوال الإلكترونيات الدقيقة العامة. استمرت الشركات الأخرى في تصنيع دوائر منطق أكسيد شبه موصل من النوع الموجب مثل سجلات التحول الكبيرة، أو المضاعف التناظري 3705 (فيرتشايلد لأشباه الموصلات)، والتي لم تكن ممكنة في التقنيات ثنائية القطب في ذلك الوقت.
حدث تحسن كبير مع إدخال تقنية البوابة ذاتية المحاذاة من البولي سيليكون في عام 1968. قام كل من توم كلين وفيدريكو فاجين في فيرتشايلد لأشباه الموصلات بتحسين عملية البوابة ذاتية المحاذاة لجعلها قابلة للتطبيق تجاريًا، مما أدى إلى إطلاق معدد الإرسال التماثلي 3708 كأول دائرة متكاملة لبوابة السيليكون. سمحت عملية البوابة ذاتية المحاذاة بتفاوتات تصنيع أكثر إحكامًا وبالتالي وحدات ترانزستور الأثر الحقلي للأكاسيد المعدنية لأشباه الموصلات أصغر وسعات بوابة منخفضة ومتسقة. على سبيل المثال، بالنسبة إلى ذكريات منطق أكسيد شبه موصل من النوع الموجب، قدمت هذه التقنية سرعة تتراوح من ثلاثة إلى خمسة أضعاف في نصف منطقة الرقاقة. لم تجعل مادة بوابة البولي سيليكون البوابة المحاذاة ذاتيًا ممكنة فحسب، بل أدت أيضًا إلى انخفاض جهد العتبة وبالتالي تقليل جهد إمداد الطاقة الأدنى (على سبيل المثال -16 الخامس )، مما يقلل من استهلاك الطاقة. نظرًا لجهد إمداد الطاقة المنخفض، غالبًا ما يُشار إلى منطق أكسيد شبه موصل من النوع الموجب الخاص ببوابة السيليكون على أنه منطق أكسيد شبه موصل من النوع الموجب منخفض الجهد على عكس منطق أكسيد شبه موصل من النوع الموجب ذي البوابة المعدنية الأقدم باعتباره منطق أكسيد شبه موصل من النوع الموجب عالي الجهد.
لأسباب مختلفة، لم تشرع شركة فيرتشايلد لأشباه الموصلات في تطوير دوائر منطق أكسيد شبه موصل من النوع الموجب المتكاملة بشكل مكثف كما أراد المديرون المعنيون.: 1302 قرر اثنان منهم، جوردون مور وروبرت نويس، في عام 1968 تأسيس شركتهما الناشئة بدلاً من ذلك - إنتل. انضم إليهم بعد ذلك بوقت قصير مهندسو فيرتشايلد، بما في ذلك فيديريكو فاجين ولي فاداس. قدمت إنتل أول ذاكرة وصول عشوائي ثابتة منطق أكسيد شبه موصل من النوع الموجب بسعة 256 بت، إنتل 1101، في عام 1969.: 1303 تبعت ذاكرة الوصول العشوائي الديناميكية 1024 بت إنتل 1103 في عام 1970. حقق 1103 نجاحًا تجاريًا وسرعان ما بدأ في استبدال الذاكرة الأساسية المغناطيسية في أجهزة الكمبيوتر. قدمت إنتل أول معالج دقيق منطق أكسيد شبه موصل من النوع الموجب، وهو إنتل 4004، في عام 1971. حذا عدد من الشركات حذو إنتل. تم تصنيع معظم المعالجات الدقيقة المبكرة في تقنية منطق أكسيد شبه موصل من النوع الموجب: إنتل 4040 و8008 من إنتل؛ IMP-16 و PACE و SC / MP من أشباه الموصلات الوطنية؛ TMS1000 من شركة تكساس إنسترومنتس؛ PPS-4  و PPS-8  من روكويل الدولية. هناك العديد من الأوائل التجارية في هذه القائمة من المعالجات الدقيقة: أول معالج دقيق 4 بت (4004)، وأول معالج دقيق 8 بت (8008)، وأول معالج دقيق أحادي الرقاقة 16 بت (PACE)، وأول شريحة مفردة متحكم 4 بت (TMS1000 ؛ ذاكرة الوصول العشوائي وذاكرة القراءة فقط على نفس الشريحة مثل وحدة المعالجة المركزية).
بحلول عام 1972، تم تطوير تقنية منطق أكسيد شبه موصل من النوع السالب أخيرًا لدرجة أنه يمكن استخدامها في المنتجات التجارية. قدمت كل من إنتل (مع 2102)  وآي بي إم، شرائح ذاكرة 1 كيلو بت. نظرًا لأن حركة الإلكترون في القناة من النوع n لوحدات منطق أكسيد شبه موصل من النوع السالب ترانزستور الأثر الحقلي للأكاسيد المعدنية لأشباه الموصلات تبلغ حوالي ثلاثة أضعاف حركة الفتحة في القناة من النوع p لـ منطق أكسيد شبه موصل من النوع الموجب ترانزستور الأثر الحقلي للأكاسيد المعدنية لأشباه الموصلات، فإن منطق منطق أكسيد شبه موصل من النوع السالب يسمح بزيادة سرعة التبديل. لهذا السبب، بدأ منطق منطق أكسيد شبه موصل من النوع السالب سريعًا في استبدال منطق أكسيد شبه موصل من النوع الموجب. بحلول أواخر السبعينيات، تجاوزت المعالجات الدقيقة منطق أكسيد شبه موصل من النوع السالب معالجات منطق أكسيد شبه موصل من النوع الموجب. ظل منطق أكسيد شبه موصل من النوع الموجب قيد الاستخدام لفترة من الوقت نظرًا لتكلفته المنخفضة ومستوى تكامله المرتفع نسبيًا لتطبيقات مثل الآلات الحاسبة البسيطة والساعات. وعدت تقنية أشباه الموصلات ذات الأكاسيد المعندية المتتامة باستهلاك طاقة أقل بشكل كبير من منطق أكسيد شبه موصل من النوع الموجب أو منطق أكسيد شبه موصل من النوع السالب. على الرغم من اقتراح دائرة أشباه الموصلات ذات الأكاسيد المعندية المتتامة بالفعل في عام 1963 بواسطة فرانك وانلاس  ودخلت الدوائر المتكاملة أشباه الموصلات ذات الأكاسيد المعندية المتتامة سلسلة 4000 التجارية الإنتاج في عام 1968، ظل أشباه الموصلات ذات الأكاسيد المعندية المتتامة معقدًا للتصنيع ولم يسمح بمستوى تكامل منطق أكسيد شبه موصل من النوع الموجب أو منطق أكسيد شبه موصل من النوع السالب ولا سرعة منطق أكسيد شبه موصل من النوع السالب. سيستغرق الأمر حتى الثمانينيات لكي تحل أشباه الموصلات ذات الأكاسيد المعندية المتتامة محل منطق أكسيد شبه موصل من النوع السالب باعتبارها التقنية الرئيسية للمعالجات الدقيقة.

## وصف
دوائر منطق أكسيد شبه موصل من النوع الموجب لها عدد من العيوب مقارنة ببدائل منطق أكسيد شبه موصل من النوع السالب وأشباه الموصلات ذات الأكاسيد المعندية المتتامة، بما في ذلك الحاجة إلى العديد من الفولتية المختلفة (الإيجابية والسلبية على حد سواء)، وتبديد الطاقة العالية في حالة التوصيل، والميزات الكبيرة نسبيًا. كما أن سرعة التحويل الإجمالية أقل.
يستخدم منطق أكسيد شبه موصل من النوع الموجب قناة ص (+) تأثير الحقل المعادن أكسيد أشباه الموصلات الترانزستورات (الدوائر المتكاملة منخفضة المقاومة) لتنفيذ البوابات المنطقية وغيرها من الدوائر الرقمية. تعمل ترانزستورات منطق أكسيد شبه موصل من النوع الموجب عن طريق إنشاء طبقة عكسية في جسم ترانزستور من النوع n. يمكن لطبقة الانعكاس هذه، التي تسمى القناة p، إجراء ثقوب بين طرفي «المصدر» و «الصرف» من النوع p.
يتم إنشاء القناة p عن طريق تطبيق جهد سالب (-25V كان شائعًا ) على الطرف الثالث، يسمى البوابة. مثل وحدات ترانزستور الأثر الحقلي للأكاسيد المعدنية لأشباه الموصلات الأخرى، تحتوي ترانزستورات منطق أكسيد شبه موصل من النوع الموجب على أربعة أوضاع للتشغيل: القطع (أو العتبة الفرعية)، والثالث، والتشبع (يسمى أحيانًا النشط)، وتشبع السرعة.
في حين أن منطق أكسيد شبه موصل من النوع الموجب سهل التصميم والتصنيع (يمكن جعل ترانزستور الأثر الحقلي للأكاسيد المعدنية لأشباه الموصلات ليعمل كمقاوم، لذلك يمكن صنع الدائرة بأكملها باستخدام منطق أكسيد شبه موصل من النوع الموجب)، إلا أنه يحتوي على العديد من أوجه القصور أيضًا. أسوأ مشكلة هي أن هناك تيارًا مباشرًا (DC) من خلال بوابة منطقية منطق أكسيد شبه موصل من النوع الموجب عندما يكون PUN نشطًا، أي كلما كان الناتج مرتفعًا، مما يؤدي إلى تبديد الطاقة الساكنة حتى عندما تكون الدائرة في وضع الخمول.
أيضًا، دوائر منطق أكسيد شبه موصل من النوع الموجب بطيئة في الانتقال من الأعلى إلى المنخفض. عند الانتقال من منخفض إلى مرتفع، توفر الترانزستورات مقاومة منخفضة، وتتراكم الشحنة السعوية عند الخرج بسرعة كبيرة (على غرار شحن مكثف من خلال مقاومة منخفضة جدًا). لكن المقاومة بين الخرج وسكة الإمداد السالبة أكبر بكثير، لذا فإن الانتقال من الأعلى إلى المنخفض يستغرق وقتًا أطول (على غرار تفريغ المكثف من خلال مقاومة عالية). سيؤدي استخدام المقاوم ذي القيمة المنخفضة إلى تسريع العملية ولكنه يزيد أيضًا من تبديد الطاقة الساكنة.
بالإضافة إلى ذلك، فإن مستويات منطق الإدخال غير المتماثلة تجعل دوائر منطق أكسيد شبه موصل من النوع الموجب عرضة للضوضاء.
تتطلب معظم دوائر منطق أكسيد شبه موصل من النوع الموجب المتكاملة مصدر طاقة من 17-24 فولت تيار مستمر. ومع ذلك، فإن المعالج الدقيق إنتل 4004 منطق أكسيد شبه موصل من النوع الموجب يستخدم منطق أكسيد شبه موصل من النوع الموجب مع البولي سيليكون بدلاً من البوابات المعدنية التي تسمح بفرق جهد أصغر. للتوافق مع منطق ترانزستور ترانزستور، يستخدم 4004 جهد إمداد إيجابي V SS = + 5V وجهد إمداد سلبي V DD = -10V.

## بوابات
يتم ترتيب وحدات ترانزستور الأثر الحقلي للأكاسيد المعدنية لأشباه الموصلات من النوع p في ما يسمى «شبكة السحب» (PUN) بين خرج البوابة المنطقية والجهد الموجب للإمداد، بينما يتم وضع المقاوم بين خرج البوابة المنطقية والجهد السالب للإمداد. تم تصميم الدائرة بحيث إذا كان الناتج المطلوب مرتفعًا، فستكون شبكة السحب نشطة، مما يؤدي إلى إنشاء مسار حالي بين العرض الإيجابي والمخرج.
بوابات منطق أكسيد شبه موصل من النوع الموجب لها نفس الترتيب مثل بوابات منطق أكسيد شبه موصل من النوع السالب إذا تم عكس جميع الفولتية. وبالتالي، بالنسبة للمنطق النشط العالي، تُظهر قوانين دي مورغان أن بوابة منطق أكسيد شبه موصل من النوع الموجب NOR لها نفس بنية بوابة منطق أكسيد شبه موصل من النوع السالب NAND والعكس صحيح.
|  |  |  |